# Николаев-Журид, Николай Галактионович
Никола́й Галактио́нович Никола́ев-Жу́рид (1897, Конотоп — 6 февраля 1940, Москва) — ответственный сотрудник ВЧК-ОГПУ-НКВД СССР, Комиссар государственной безопасности 3-го ранга (29 ноября 1935), начальник Оперативного отдела ГУГБ НКВД СССР (1936—1937), затем начальник Особого (5-го) отдела ГУГБ СССР (1937—1938), затем начальник Контрразведывательного отдела ГУГБ НКВД (1938). Депутат Верховного Совета РСФСР 1 созыва. Одна из главных фигур «Большого террора» 1937—1938 годов. Расстрелян в 1940 году. Признан не подлежащим реабилитации.

## Биография
Родился в городе Конотоп Черниговской губернии в украинской семье домовладельца. Отец владел усадьбой в Конотопе, на доход от которой жила семья. Предки Николаева-Журида происходили из французского кантона Швейцарии. Окончил 2-ю Киевскую гимназию (1907—1915), учился на юридическом факультете Киевского университета Святого Владимира с 1915 по 1916 год (не окончил). С июня 1916 года по январь 1917 года работал на родине, в Конотопе, конторщиком в конторе службы движения Московско-Курско-Воронежской железной дороги. В январе 1917 года был призван в армию рядовым в Царицынский запасной батальон, в том же месяце зачислен в Одесскую школу прапорщиков, по окончании которой с июля 1917 служил прапорщиком в 251-м запасном пехотном полку в Москве. В декабре 1917 демобилизован и в феврале 1918 вступил в Красную армию.
С марта 1918 работал в разведке, сначала в Регистрационном управлении Полевого штаба РВСР, затем с января 1919 в разведывательном отделе Киевского губернского военного комиссариата. С июня 1919 года работает в военной контрразведке ВЧК. До 1920 года — старшим следователем, помощником начальника агентуры, уполномоченным по информации Особого отдела 12-й армии. С 1920 года по 1921 год уполномоченным по информации и начальником информации Особого отдела Киевского военного округа.
Вступил в партию РКП(б) в 1920 году, во время партийной чистки 1921 года был исключен из РКП(б) как «интеллигент и чуждый элемент».
С марта 1921 года Николаев-Журид работает в центральном аппарате Всеукраинской ЧК сотрудником для поручений при начальнике Секретно-оперативного управления ВУЧК Е. Г. Евдокимове, помощником начальника и начальником военного подотдела ВУЧК, а с мая 1922 года после организации полпредства ГПУ УССР на Правобережной Украине вместе с Евдокимовым, назначенным полпредом, переходит на работу в эту новую структуру в должности начальника 3-го отделения СОУ, затем в том же году становится начальником контрразведывательного отдела полпредства. С июля 1923 года Николаев-Журид под руководством Евдокимова работает в ПП ОГПУ по Северо-Кавказскому краю начальником КРО (контрразведывательного отдела) —1923 – 1930 гг.
Только в 1926 году он вновь вступил кандидатом в члены партии на общих основаниях, принят в ВКП(б) был в 1928 году. По апелляции решением Северо-Кавказской краевой КК—РКИ партийный стаж был восстановлен с 1920 года с перерывом в 1921—1926 гг.
С 21.09.1930 г. по 21.11.1932 г. помощник начальника Особого отдела ОГПУ СССР; одновременно с 5.9.1931 г. начальник 3-го отдел-я ОО ОГПУ СССР.
С 21.11.1932 г. по 10.07.1934 г. снова в Северо-Кавказском крае: 2-й заместитель полпреда ОГПУ по СКк. С 4.01.1935 г. по 28.11.1936 г. командирован в Ленинград заместителем начальника УНКВД Ленинградской обл.
С 28.11.1936 г. переведен в Москву и назначен начальником Оперативного (2-го) отдела ГУГБ НКВД СССР. Принимал участие в арестах и допросах в рамках т. н. «удара по правотроцкистскому подполью» по линии Центрального аппарата ГУГБ НКВД СССР зимой-летом 1937 г.
С 14.06.1937 г. по 28.03.1938 г. начальник 5 отдела ГУГБ НКВД СССР. В качестве начальника Особого отдела НКВД СССР несёт всю меру ответственности за массовые репрессии среди личного состава РККА с июня 1937 по март 1938 года, начатые его предшественником И. М. Леплевским.
С 28 марта 1938 года начальник 3-го отдела (КРО) 1-го Управления НКВД СССР, с 29 сентября по 25 октября 1938 года начальник 3-го отдела ГУГБ НКВД СССР. Продолжил и расширил проведение национальных операций НКВД на всей территории СССР («польской», «немецкой», «латышской», «корейской», «сотрудники КВЖД» и др.).

## Награды
- орден Красного Знамени 1923 (Приказ РВС № 24) (лишен посмертно Указом Президиума ВС СССР от 27 марта 1944 г.)[3];
- орден Красного Знамени 1927 (Приказ РВС № 316 от 27.06.1929) (лишен посмертно Указом Президиума ВС СССР от 27 марта 1944 г.);[3]
- знак «Почетный работник ВЧК—ГПУ (V)» (№ 468 1929);
- знак «Почетный работник ВЧК—ГПУ (XV)» (20.12.1932);
- орден Ленина (22.07.1937) (лишен посмертно Указом Президиума ВС СССР от 27 марта 1944 г.)[3];
- орден Красного Знамени 22.02.1938) (лишен посмертно Указом Президиума ВС СССР от 27 марта 1944 г.)[3];
- медаль «ХХ лет РККА» (15.10.1938).

## Арест и казнь
Арестован 25 октября 1938 г. при исполнении служебных обязанностей. Содержался в Сухановской тюрьме. На предварительном «следствии» признал себя виновным в «шпионаже в пользу Германии, Польши, а также Франции». Внесен в список Л.Берии от 16 января 1940 года по 1-й категории. Осужден к ВМН ВКВС СССР 3 февраля 1940 года по ст. 58/1 п."б" («измена Родине, совершённая военнослужащим»); ст. 17; ст. 58/8 («террор»); ст. 58/11 («участие в антисоветской заговорщической организации в органах НКВД») вместе с Н. И. Ежовым, М. П. Фриновским, Н. Н. Фёдоровым, С. М. Деноткиным и др. Расстрелян 6 февраля 1940 г. вместе с Н. И. Ежовым. Место захоронения — «могила невостребованных прахов» № 1 крематория Донского кладбища. 12 декабря 2013 года Судебной коллегией по делам военнослужащих Верховного суда РФ признан не подлежащим реабилитации.